# Paramicromerys marojejy
Paramicromerys marojejy är en spindelart som beskrevs av Huber 2003. Paramicromerys marojejy ingår i släktet Paramicromerys och familjen dallerspindlar.
Artens utbredningsområde är Madagaskar. Inga underarter finns listade i Catalogue of Life.